# スキャットマン・クローザース
スキャットマン・クローザース（Scatman Crothers、1910年5月23日 - 1986年11月22日）は、アメリカ合衆国のミュージシャン・俳優・歌手・ダンサー・声優。インディアナ州出身。

## 来歴
1910年にインディアナ州 テレホートに生まれる。15歳の頃からミュージシャンとしてのキャリアをスタート。時代は禁酒法の法令下にあり、クローザースは違法酒場などで活動をしていた。アル・カポネの前でも演奏したことがある。その後自分のバンドを結成して巡業を続けた。1932年からはその才能を認められオハイオ州のラジオ局のオーディションに合格。局の番組へ出演したり、レコードも発売し着々とキャリアを重ねていった。
テレビに出演したことで俳優としても活動を始めて、1953年に『僕と祭で会わないかい?: Meet Me At The Fair（原題）』で映画デビューを果たす。テレビでは声優としていくつかのアニメーションに声の出演もし、俳優としてもその才能を開花させていった。ジェリー・ルイス主演のコメディ映画やミュージカル映画などに出演。そのうちジャック・ニコルソンと親交を持ち、彼が主演の4本の映画でも共演したことで多くのファンを獲得。その中でも、『カッコーの巣の上で』における看守役やスタンリー・キューブリック監督の異色ホラー映画『シャイニング』の老人役でよく知られている。後者においてはサターン助演男優賞を受賞した。若き日のスティーヴン・スピルバーグが監督した『トワイライトゾーン/超次元の体験』の一編では主役も務めた。
ラジオ局のオーディションに合格した際に、“Scatman”という芸名に難を示され、“Scat Man”という芸名にしたこともあるが、後に“Scatman”という芸名に戻した。その功績が讃えられハリウッド・ウォーク・オブ・フェームにもその名前が刻まれているほか、黒人映画制作者の殿堂にも殿堂入りしている。

## 私生活
1937年にヘレン・サリヴァンと結婚し1949年に一人娘をもうけた。1986年11月22日、肺癌から引き起こされた肺炎にてこの世を去った。連れ添ってきたヘレンも、その翌年他界している。

## 主な出演作品

### 映画
| 公開年 | 邦題 原題                                                                 | 役名                   | 備考                 |
| ------ | ------------------------------------------------------------------------- | ---------------------- | -------------------- |
| 1953   | 僕と祭で会わないかい? Meet Me at the Fair                                 | ジョーンズ             |                      |
| 1953   | スマトラの東 East of Sumatra                                              | ボルチモア             |                      |
| 1956   | ならず者部隊 Between Heaven and Hell                                      | ジョージ               | クレジットなし       |
| 1958   | 愛の贈物 The Gift of Love                                                 | 庭師のサム             | クレジットなし       |
| 1958   | ターザンと消えた探検家 Tarzan and the Trappers                            | タヤナ                 | テレビ映画           |
| 1959   | 腰抜け列車強盗 Alias Jesse James                                          | 荷物運搬人             |                      |
| 1959   | ポギーとベス Porgy and Bess                                               | クラブマン             |                      |
| 1964   | 不意打ち Lady in a Cage                                                   | 廃品置きの助手         | クレジットなし       |
| 1964   | ジェリー・ルイスの底抜けのいいカモ The Patsy                              | 靴磨き                 |                      |
| 1965   | 底抜け男性No.1 The Family Jewels                                          | 空港の職員             | クレジットなし       |
| 1966   | 底抜け替え玉戦術 Three on a Couch                                         | パーティのゲスト       | クレジットなし       |
| 1966   | アルバレス・ケリー Alvarez Kelly                                          | ベルボーイ             | クレジットなし       |
| 1969   | ハロー・ドーリー! Hello, Dolly!                                           | ミスター・ジョーンズ   | クレジットなし       |
| 1970   | 血まみれギャングママ Bloody Mama                                          | モーゼズ               |                      |
| 1970   | ボクサー The Great White Hope                                             | カーニバルの客引き     | クレジットなし       |
| 1970   | おしゃれキャット The AristCats                                            | Scat Cat               | アニメ映画、声の出演 |
| 1971   | チャンドラー Chandler                                                     | スモーク               |                      |
| 1972   | キング・オブ・マーヴィン・ガーデン/儚き夢の果て The King of Marvin Garden | ルイス                 |                      |
| 1972   | ビリー・ホリデイ物語/奇妙な果実 Lady Sings the Blues                      | ビッグ・ベン           |                      |
| 1973   | デトロイトポリス Detroit 9000                                             | マーカム神父           |                      |
| 1973   | マシンガン用心棒 Slaughter's Big Rip-Off                                  | クリーヴランド         |                      |
| 1974   | 黒帯ドラゴン Black Belt Jones                                             | Pop Byrd               |                      |
| 1974   | ブラック・ハンター Truck Turner                                           | デューク               |                      |
| 1975   | おかしなレディ・キラー The Fortune                                        | フィッシャーマン       |                      |
| 1975   | ストリートファイト Coonskin                                               |                        | アニメ映画、声の出演 |
| 1975   | カッコーの巣の上で One Flew Over the Cuckoo's Nest                        | タークル               |                      |
| 1975   | 女記者フライデー/謎の暗殺計画 Friday Foster                               | ノーブル・フランクリン |                      |
| 1976   | ステイ・ハングリー Stay Hungry                                            | ウィリアム             |                      |
| 1976   | ラスト・シューティスト The Shootist                                       | モーゼズ               |                      |
| 1976   | デカパイ・アンダーソン/アメリカ海軍 Chesty Anderson, USN                  | ベン・ベンソン         |                      |
| 1976   | 大陸横断超特急 Silver Streak                                              | ラルストン             |                      |
| 1978   | ミーン・ドッグ・ブルース Mean Dog Blues                                   | マッドキャット         |                      |
| 1978   | 名探偵再登場 The Cheap Detective                                          | ティンカー             |                      |
| 1980   | シャイニング The Shining                                                  | ディック・ハローラン   |                      |
| 1980   | ブロンコ・ビリー Bronco Billy                                             | ドク・リンチ           |                      |
| 1982   | 超能力学園Z Zapped!                                                       | デクスター・ジョーンズ |                      |
| 1982   | 巨大ねずみパニック Deadly Eyes                                            | ジョージ               |                      |
| 1983   | トワイライトゾーン/超次元の体験 Twilight Zone: The Movie                  | ミスター・ブルーム     |                      |
| 1983   | セカンド・チャンス Two for Kind                                           | アール                 |                      |
| 1985   | ナティ物語 The Journey of Natty Gann                                      | シャーマン             |                      |
| 1986   | トランスフォーマー ザ・ムービー The Transformers: The Movie               | ジャズ                 | アニメ映画、声の出演 |

### テレビシリーズ
| 放映年     | 邦題 原題                                       | 役名                   | 備考         |
| ---------- | ----------------------------------------------- | ---------------------- | ------------ |
| 1958       | ヒッチコック劇場 Alfred Hitchcock Presents      | ウェイターのティモシー | 1エピソード  |
| 1961       | ボナンザ Bonanza                                | ジャド                 | 1エピソード  |
| 1971       | 奥さまは魔女 Bewitched                          | ハンドラー             | エピソード   |
| 1972       | 特捜隊アダム12 Adam-12                          | ジョージ               | 1エピソード  |
| 1973       | 刑事コジャック Kojak                            | ゲイロード             | 1エピソード  |
| 1973       | 鬼警部アイアンサイド Ironside                   | ジェイソン             | 1エピソード  |
| 1974       | 事件記者コルチャック Kolchak: The Night Stalker | フィレモン             | 1エピソード  |
| 1974       | 署長マクミラン McMillan & Wife                  | フロイド               | 1エピソード  |
| 1974       | マニックス Mannix                               | マッドキャット         | 1エピソード  |
| 1974–1978  | Chico and the Man                               | ルイ                   | 65エピソード |
| 1977       | ルーツ Roots                                    | ミンゴ                 | ミニシリーズ |
| 1977       | スタスキー&ハッチ Starsky & Hutch               | ファイヤーボール       | 1エピソード  |
| 1978       | チャーリーズ・エンジェル Charlie's Angels       | ジップ・ベイカー       | 1エピソード  |
| 1978、1979 | ベガス Vega$                                    | ロージー               | 2エピソード  |
| 1979       | 超人ハルク Increadible Hulk                     | エドガー・マクギー     | 1エピソード  |
| 1981       | 私立探偵マグナム Magnum P.I.                    | ティックラー           | 1エピソード  |
| 1982       | One of the Boys                                 | ベルナルド・ソロモン   | 13エピソード |
| 1983       | Casablanca                                      | サム                   | 5エピソード  |
| 1984       | ヒルストリート・ブルース Hill Street Blues      | ライオネル・タルボット | 1エピソード  |

### テレビアニメ
- スクービー・ドゥー The New Scooby-Doo Movies（1972–1973）
- ほえよ!0011 Hong Kong Phooey（1974）
- Scooby's All Star Laff-A-Lympics（1977）
- Banjo the Woodpile Cat（1979）
- 戦え!超ロボット生命体トランスフォーマー Transformers（1984–1986）